# Perebor (Perm)
|  | Per a altres significats, vegeu «Perebor». |

Perebor (en rus: Перебор) és un poble del krai de Perm, a Rússia, que el 2016 tenia 598 habitants. Es troba al marge esquerre del riu Xakva, afluent del Silva.